# 6653 Feininger
6653 Feininger eller 1991 XR1 är en asteroid i huvudbältet som upptäcktes den 10 december 1991 av den tyske astronomen Freimut Börngen vid Tautenburg-observatoriet. Den är uppkallad efter målaren Lyonel Feininger.
Asteroiden har en diameter på ungefär 6 kilometer och den tillhör asteroidgruppen Koronis.